# Mein liebster Alptraum
Mein liebster Alptraum ist eine französische Beziehungskomödie von Anne Fontaine aus dem Jahr 2011.

## Handlung
Galeristin Agathe Novic und Verleger François Dambreville leben seit vielen Jahren zusammen und haben einen gemeinsamen Sohn, Adrien. Dieser ist zum Leidwesen der Eltern in der Schule sehr schlecht, was Agathe jedoch eher Sorgen aufgrund ihrer gesellschaftlichen Stellung macht. Eine emotionale Beziehung hat sie weder zu ihrem Sohn noch zu François, der ihre Kälte mit den Jahren akzeptieren gelernt hat. Eines Tages lernt Agathe bei einer Elternversammlung den vulgären und trinkfreudigen Hilfsarbeiter Patrick kennen, der vor allem mit Respektlosigkeit und Anzüglichkeiten auf sich aufmerksam macht. Umso überraschter ist sie, als Patrick kurz darauf vor ihrer Türe steht. Er ist der Vater von Adriens neuem Schulfreund Tony, der Agathe mit seiner Intelligenz überrascht hatte.
In der Folgezeit sieht Agathe Patrick öfter, als ihr lieb ist. François hat sich mit Patrick angefreundet und ihn für ausstehende Reparaturen in ihrem Luxusappartement eingestellt. Zu diesem Zweck wird ihm ein Dienstzimmer im Dachgeschoss zugewiesen. Patrick, der zuvor in einer kleinen Conciergewohnung oder gar in seinem Wagen gelebt und daher Probleme mit dem Jugendamt bekommen hat, nutzt die neue Freiheit unter anderem dafür, mit dem Hausmädchen Evelyne zu schlafen. Adrien wird unterdessen in der Schule immer schlechter und soll nach Ende des Jahres von der Schule gewiesen werden, hat er doch mit Simkarten gedealt und seine Klassenarbeiten über den von ihm bestochenen Klassensprecher verbessern lassen. Dies ist jedoch nicht die einzige Hiobsbotschaft für Agathe: Auf dem Sozialamt lernt Patrick kurz darauf Sachbearbeiterin Julie kennen, die er bald darauf François vorstellt. Der beginnt eine heimliche Affäre mit ihr und eröffnet Agathe eines Tages, dass er sie verlassen und mit Julie zusammenleben wird. Agathe nimmt dies zu Kenntnis und begibt sich auf eine von ihr organisierte Ausstellungseröffnung, auf der auch Patrick auftaucht. Sie betrinkt sich mit ihm und beide landen am Ende des Tages gemeinsam im Bett. Um Patricks Lage beim Jugendamt zu verbessern, stellen sich beide als Paar dar und geben an, dass Tony bei Agathe in geordneten Verhältnissen lebt. Das Amt kündigt einen Kontrollbesuch an.
François erkennt nach einer Weile, dass er mit Julies Energie kaum umgehen kann, und ist von ihrem spirituellen Interesse genervt. Er geht zu Agathe, um ihr eine Heirat zur Konsolidierung ihrer Beziehung vorzuschlagen. Sie weist ihn zurück und schlägt stattdessen eine endgültige Trennung vor. Zudem eröffnet sie ihm, mehrfach mit Patrick geschlafen zu haben. François geht. Patrick wiederum benimmt sich auf einer von Agathe organisierten Soirée so unmöglich, dass er und Agathe sich zerstreiten. Am nächsten Morgen ist Patrick zu seinem Halbbruder nach Belgien abgereist, als Mitarbeiter des Jugendamts erscheinen, um sich die Lebensverhältnisse von Tony anzusehen. Sie erhalten einen denkbar ungünstigen Eindruck und entschließen sich daher, Tony nach Ende der Woche zu Pflegeeltern zu geben. Agathe fährt Patrick hinterher und versucht, ihn zur Rückkehr zu bewegen, doch hat Patrick scheinbar kein Interesse mehr an Tony. Am Ende der Woche erscheint er dennoch und will mit Tony wegfahren, um eine Trennung zu verhindern. Agathe greift schließlich zum letzten Mittel, um Tony in der Familie zu behalten: Sie heiratet Patrick.
Zur Hochzeit erscheinen auch François und Julie, die schwanger ist. Agathe schenkt Patrick ein wertvolles Foto von Hiroshi Sugimoto, das er kurz darauf betrunken mit Textmarker verunstaltet. Als Agathe davon hört, trennt sie sich von ihm. Einige Monate später treffen sich beide wieder. Er hat erkannt, dass er ein Alkoholproblem hat und einen Entzug hinter sich. Er arbeitet als Verkäufer und gibt Agathe das verunstaltete Foto zurück – auf das Schwarzweißfoto, das Agathe vor einer riesigen weißen Leinwand zeigt, hat er einen Penis skizziert. Sie integriert es bei ihrer nächsten Ausstellung als Kunstwerk Sugimoto saccagé (Verwüsteter Sugimoto) von Patrick Demeuleu, der bei der Ausstellungseröffnung nun als Künstler gelobt wird. Er findet das Bild vulgär und meint scherzhaft, dass er Agathe verklemmter lieber gehabt hat, und sie duzt ihn zum ersten Mal, als sie meint, er solle „die Schnauze halten“. Beide küssen sich schließlich.

## Produktion
Mein liebster Alptraum wurde in Paris sowie im belgischen Ninove gedreht. Drehort von Agathes Arbeitsplatz war das Museum Fondation Cartier in Paris, Adriens Schule ist das Lycée Henri IV und Szenen im Freizeitpark wurden im Parc Astérix gedreht. Die Kostüme schufen Catherine Leterrier und Karen Muller Serreau, die Filmbauten stammen von Olivier Radot. Der Film kam am 9. November 2011 in die französischen Kinos, wo er von 766.894 Zuschauern gesehen wurde. Am 19. Januar 2012 erschien der Film auch in den deutschen Kinos und wurde im Juni 2012 auf DVD veröffentlicht.
Es war das erste Mal, dass Isabelle Huppert und André Dussollier gemeinsam vor der Kamera standen. Der japanische Fotograf Hiroshi Sugimoto hat im Film einen Gastauftritt.

## Synchronisation
| Rolle       | Darsteller        | Synchronsprecher   |
| ----------- | ----------------- | ------------------ |
| Agathe      | Isabelle Huppert  | Susanna Bonasewicz |
| Patrick     | Benoît Poelvoorde | Frank Röth         |
| François    | André Dussollier  | Wolfgang Condrus   |
| Julie       | Virginie Efira    | Maud Ackermann     |
| Sebastien   | Eric Berger       | Rainer Fritzsche   |
| Schulleiter | Philippe Magnan   | Uli Krohm          |
| Marc-Henri  | Bruno Podalydès   | Jaron Löwenberg    |

## Kritik
Für das Lexikon des internationalen Films war Mein liebster Alptraum eine „turbulent-freche Komödie, die ihren Witz aus dem gesellschaftlichen Gefälle bezieht.“ Bemängelt wurden „die Schwächen des Drehbuchs, das seine Figuren nicht ausreichend erklärt und ihre Veränderung nicht glaubhaft macht.“ Weiterhin sei der Film „in den Hauptrollen überzeugend gespielt“, während „die Nebenfiguren mit griffigen Stereotypen der Lächerlichkeit preisgegeben“ werden. Der Film beginne „mit furiosen Wortgefechten, verzettelt sich aber ziemlich bald in einer Geschichte, die nicht weiß, wo sie hinwill“, befand Cinema. Der Spiegel schrieb, dass der Film „ein eher biederer Boulevardschwank [wäre], würden nicht Isabelle Huppert, Benoît Poelvoorde und André Dussollier fabelhaft auftrumpfen.“
Die Deutsche Film- und Medienbewertung FBW in Wiesbaden verlieh dem Film das Prädikat „besonders wertvoll“.